# Jan van den Eschen
Jan van den Eschen eller Johannes van Esschen, död 2 juli 1523, var en av lutherdomens första martyrer.
Jan van den Eschen var en ung, till den lutherska läran övergången munk ur augustinklostret i Antwerpen som tillsammans med en kamrat ur samma kloster brändes på torget i Bryssel 2 juli 1523 som offer för Karl V:s kättarförföljelse. Martin Luther diktade kort efter denna händelse, som djupt berörde honom, sin första kända sång, Ein neues Lied wier heben an.